# Chiesa dei Santi Giuseppe e Leopoldo
La chiesa arcipretale dei Santi Giuseppe e Leopoldo Re, più comunemente noto come Duomo di Cecina, è un edificio sacro che si trova nel centro cittadino in piazza del Duomo (piazza della Chiesa fino al 2013) a Cecina.

## Storia e descrizione
La chiesa venne edificata lungo la via Aurelia per volere del granduca Leopoldo II nel 1851. Il complesso a navata unica, abside e soffitto a capriate lignee, con il campanile annesso, venne completato e solennemente dedicato nel 1855 dall'Abate di Montescudaio, canonico Quirino Bussotti, su delega del vescovo di Volterra mons. Ferdinando Baldanzi. Per la decorazione, visto il buon esito del lavoro compiuto dal pittore empolese Vincenzo Lami nella chiesa di San Leopoldo Re a Vada, al medesimo fu affidata l'esecuzione di una seconda opera: il tema della Crocifissione con dolenti, vincolato ad un formato centinato, venne svolto efficacemente dal pittore. La fedeltà alla purezza espressiva si spinge sino alla sobrietà della gamma cromatica e alla contenuta emotività che ne evidenziano l'abilità disegnativa.
Essendo cresciuta la popolazione cittadina la chiesa fu restaurata e ampliata grazie allo zelo dell'arciprete mons. Angelo Gennai con la costruzione degli absidi e delle cappelle laterali all'inizio del Novecento (1912-1915), quando furono poste in opera le decorazioni della facciata e l'interno fu impreziosito con un affresco nella zona absidale. Altre modifiche furono attuate nel secondo dopoguerra per opera dell'Arciprete mons. Luigi Paoli, con la realizzazione di nuove vetrate, del pavimento marmoreo, del soffitto a cassettoni in gesso e l'apertura delle cappelle laterali sulla navata. 
Entro nicchia nell'abside si trova l'organo a canne, costruito nel 1958. A trasmissione elettrica, dispone di 28 registri e consolle mobile con due manuali e pedale.

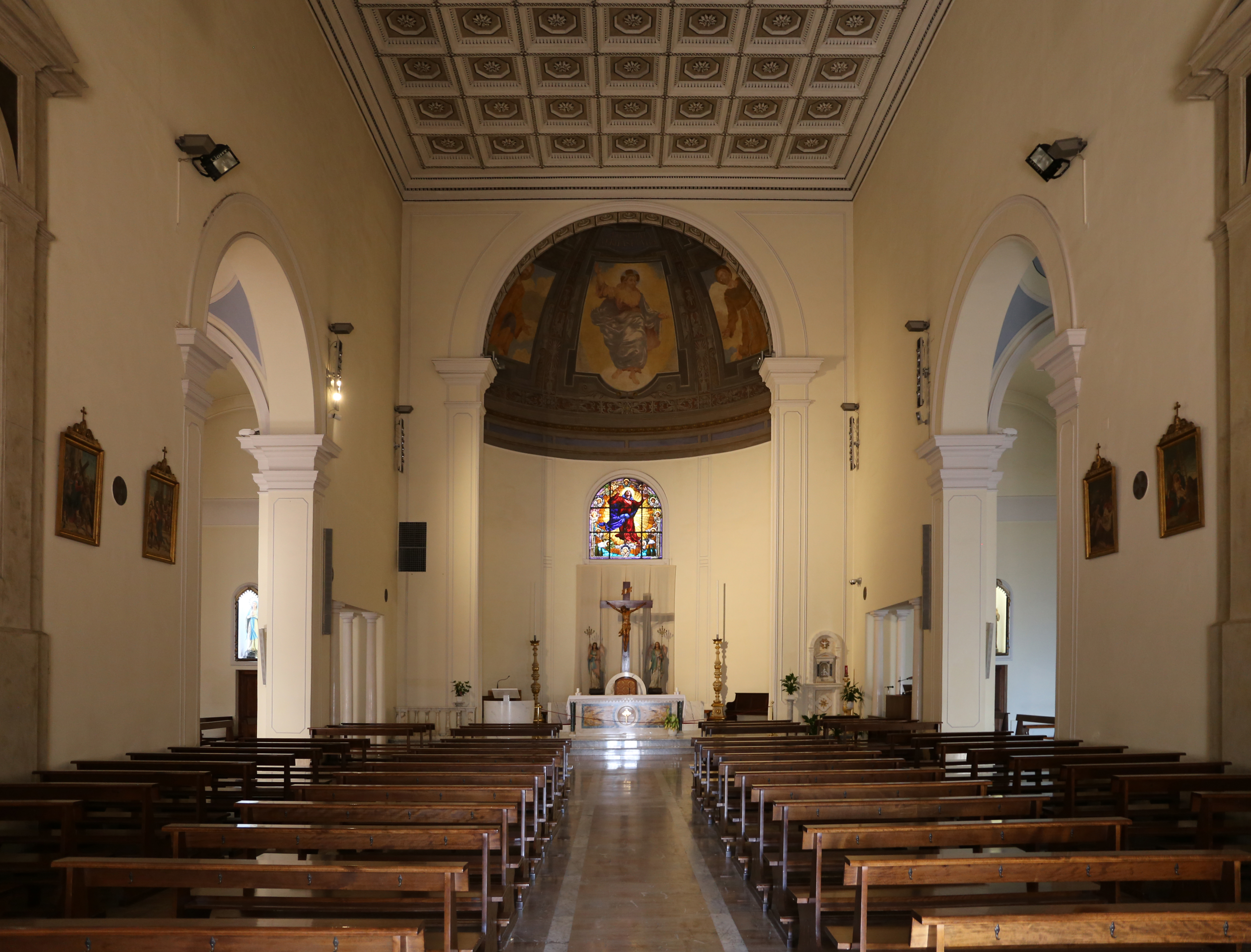
L'interno
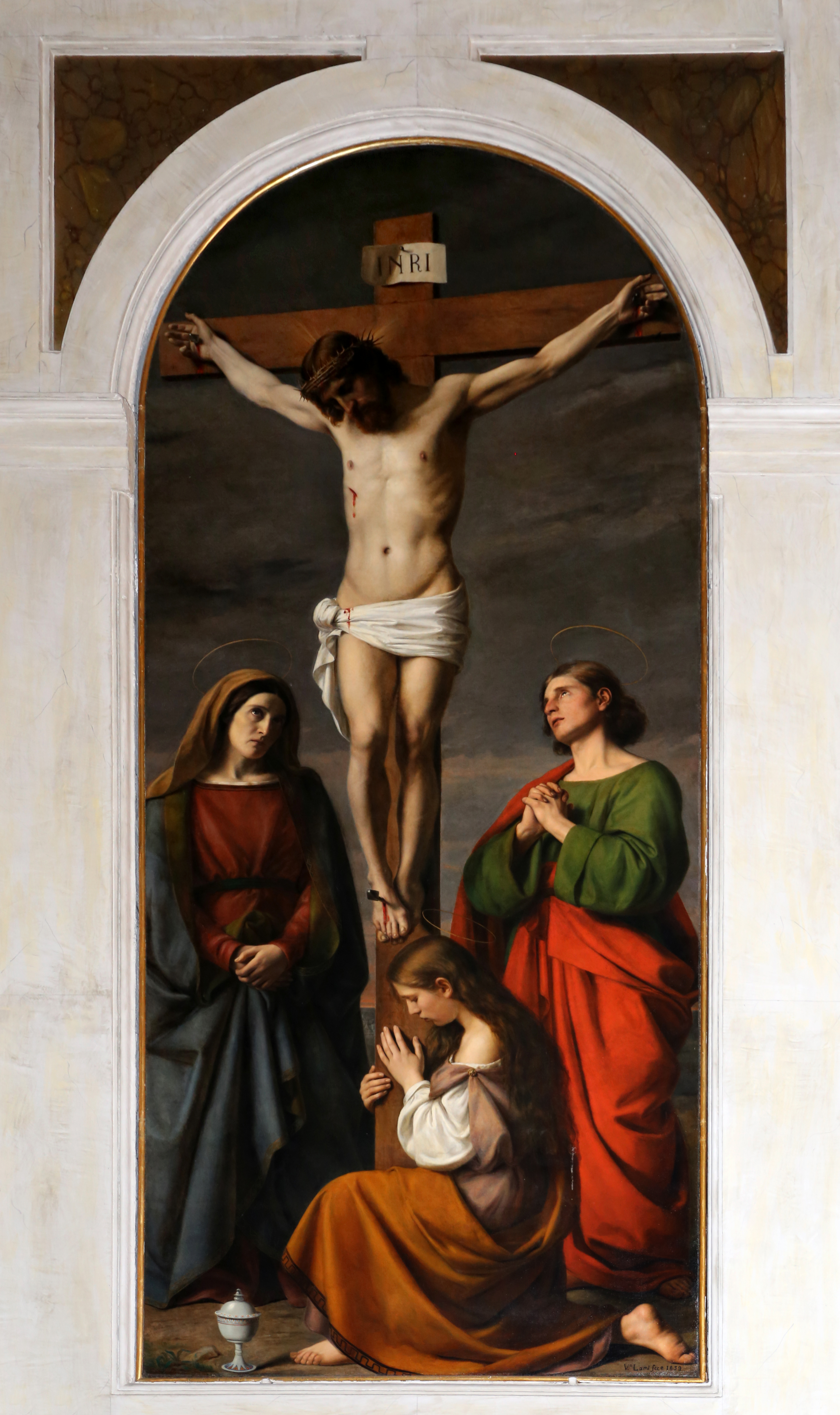
Vincenzo Lami, Crocifissione con dolenti